# Mařík z Benešova
Mařík z Benešova (lateinisch Mauricius de Benessow, deutsch Mauritius von Beneschau; 15. Jahrhundert) war ein böhmischer Philosoph und 1447/48 Rektor der Karls-Universität Prag.

## Leben
Mauritius, der vermutlich aus Beneschau stammte, lebte im 15. Jahrhundert. Er studierte an der Karls-Universität, wo er 1435 den akademischen Grad eines Baccalaureus und fünf Jahre später den Magister der Sieben Freien Künste erwarb. 1442 wurde er zum Dekan der Artistenfakultät ernannt und im Studienjahr 1447/1448 bekleidete er das Amt des Rektors der Karls-Universität.
Sein wissenschaftliches Interesse galt hauptsächlich dem französischen Philosophen Johannes Buridan. Wie dieser galt er als Anhänger des gemäßigten Nominalismus. Zu seinen bedeutenden Werken gehören auch Kommentare zu den Werken des Aristoteles.

## Werke
- Introitus in veterem artem – quaestiones in librum Isagogen Porphyrii (disputata de universalibus Porphyrii). Prag 1443–1450
- Quaestiones in librum Praedicamentorum Aristotelis. Prag 1444
- Comportata in titulos Quaestionum Johannis Buridani in I–VIII libros Physicorum Aristotelis.
- Sousedík, S.: Philosophie der frühen Neuzeit in den böhmischen Ländern. Frommann-Holzboog, 2009, ISBN 978-3-7728-2478-4, S. 13 f. (eingeschränkte Vorschau in der Google-Buchsuche).